# Carlo Giuliani

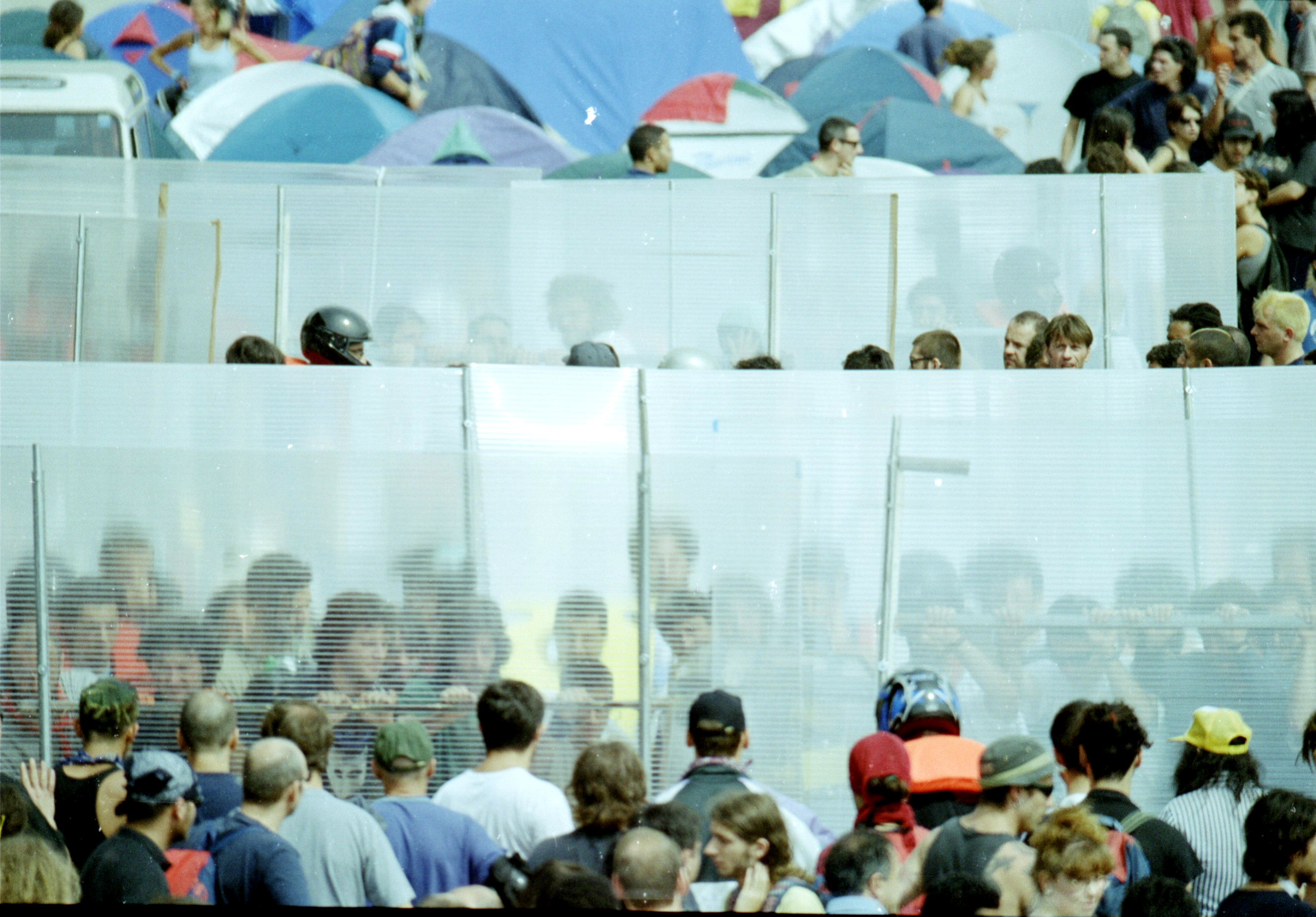
Escuts de plàstic utilitzats pels Tute Bianche.

Carlo Giuliani (karlo dʒuˈljani; Roma, 14 de març de 1978 – Gènova, 20 de juliol de 2001) va ser un activista antiglobalització italià que va ser assassinat per un agent de policia quan s'acostava a l'oficial i al seu vehicle en el transcurs de les manifestacions contra la reunió del Grup dels 8 celebrada a Gènova entre el 19 i el 21 de juliol de 2001.
A la ciutat, hi van arribar 300.000 activistes provinents de tot Europa, entre elles, 2.000 catalans. S'allotjaven a càmpings, estadis de futbol i atletisme i l'escola Armando Diaz. El govern italià de Silvio Berlusconi va planificar un grau de terror inassumible pel moviment. Amnistia Internacional ho va descriure com «la vulneració més greu dels drets humans a Europa des de la Segona Guerra Mundial».

## Assassinat
Carlo Giuliani, nascut a Roma, era fill de Giuliano Giuliani, un activista i sindicalista de la Confederació General Italiana del Treball, i de Haidi Giuliani, qui després de la seva mort es convertiria en senadora pel Partit de la Refundació Comunista. El 20 de juliol de 2001, Giuliani estava participant en la Contracimera de Gènova contra la 27a reunió del G8, quan va ser assassinat durant un enfrontament violent entre els manifestants i els carabinieri italians, a la Piazza Alimonda. Un vehicle Land Rover dels carabinieri, amb dos agents de policia a l'interior, va quedar atrapat i va ser atacat pels manifestants, que utilitzaven barres de metall i pals de fusta. Durant el transcurs d'aquests enfrontaments Giuliani, que portava un passamuntanyes de color blau, va agafar un extintor i el va alçar. Aleshores, va rebre un tret a la cara, disparat a poca distància pel carabiniere Mario Placanica. Giuliani, posteriorment, va ser atropellat pel vehicle policial, podent estar viu encara quan això va passar.